# Colobesthes semanga
Colobesthes semanga är en insektsart som först beskrevs av William Lucas Distant 1892.  Colobesthes semanga ingår i släktet Colobesthes och familjen Flatidae. Inga underarter finns listade i Catalogue of Life.